# Décroissance radioactive

Différents modes de désintégration radioactive : radioactivités α, β– et β+, capture électronique ε, émission de neutron n et émission de proton p.

La décroissance radioactive est la réduction du nombre de noyaux d'un isotope instable par radioactivité dans un échantillon. La décroissance radioactive se produit jusqu'à ce que tous les noyaux radioactifs de l'échantillon deviennent stables.

## Enjeux
La décroissance radioactive est un paramètre très important pour le secteur de la gestion des déchets nucléaires, la radioprotection et la modélisation et prévision des effets radiotoxicologique ou radioécologiques de l'exposition à une pollution radioactive. Dans certains cas, il faut également tenir compte de phénomènes complexes tels que l'absorption, l'accumulation et éventuellement la bioaccumulation ou bioamplification…

## Loi de désintégration radioactive
Un noyau radioactif quelconque a autant de chances de se désintégrer à un moment donné qu'un autre radionucléide de la même espèce, et la désintégration ne dépend pas des conditions physico-chimiques dans lesquelles le nucléide se trouve. En d'autres termes, la désintégration est régie par le hasard, et la loi de désintégration radioactive est une loi statistique.
NB : dans le détail, des mesures continues semblent montrer des variations de la décroissance radioactive en fonction du taux d'exposition aux neutrinos, taux qui varie légèrement avec la position de la Terre par rapport au Soleil.
Si l'on observe un échantillon de matériaux radioactifs pendant un intervalle de temps donné, la proportion de noyaux qui subissent une désintégration radioactive sera sensiblement constante, à cause de la loi des grands nombres.
On montre mathématiquement que cela implique que le nombre N de noyaux diminue avec le temps t suivant une décroissance exponentielle : {\displaystyle N(t)=N_{0}\,e^{-\lambda t}}.
Cela se démontre de la manière suivante :
Cette loi de décroissance ne concerne que la radioactivité issue du radionucléide initial, mais les radionucléides qui résultent de la désintégration radioactive d'un radionucléide initial peuvent eux-mêmes être radioactifs et induire leur propre radioactivité. Dans ce cas, leur radioactivité s'ajoute progressivement à celle du radionucléide initial. L'activité du mélange ainsi créé entre le radionucléide initiale et son (ou ses) descendant(s) est discutée dans la section « Filiation de deux isotopes dépendants » ci-dessous.

## Période radioactive
La période radioactive, ou demi-vie, d'un isotope radioactif est la durée au bout de laquelle le nombre de noyaux de cet isotope présents dans l'échantillon est réduit de moitié. On la note généralement T ou t½.
Si l'on observe un échantillon de matière radioactive, au bout d'un temps t½, cet échantillon aura (par définition) perdu la moitié de sa matière, et il ne restera plus que la moitié de la matière initiale. Mais au bout de deux fois ce temps, la perte de matière supplémentaire ne porte plus que sur la moitié restante et non sur le total initial ; au bout de deux fois t½ il restera donc la moitié de la moitié de la matière initiale, c'est-à-dire le quart. De même, au bout de trois fois t½ il ne restera plus que (1/2)3 = 1/8 de l'échantillon initial, et ainsi de suite. Au bout de dix fois cette demi-vie, l'activité aura été réduite d'un facteur 210 = 1 024, donc sensiblement divisée par mille. t½ est la durée au bout de laquelle le nombre de noyaux radioactifs présents dans l'échantillon est réduit de moitié, mais la « vie » de l'échantillon est beaucoup plus grande que sa « demi-vie » : il reste toujours un peu de substance radioactive, même après un grand nombre de « demi-vies ».
La loi de décroissance d'un échantillon radioactif peut se caractériser mathématiquement de la manière suivante :
Cette « durée de vie » est en réalité le temps moyen de survie d'un atome de l'échantillon à partir du début de l'observation. Dans le cas d'un radionucléide naturel, sa vie antérieure a pu être beaucoup plus importante, se comptant parfois en millions d'années, voire plus. Un exemple emblématique est celui du Plutonium 244, d'une demi-vie de 80,8 millions d'années (Ma), dont on trouve dans le sol terrestre des traces d'atomes formés par des processus r d'explosions stellaires primitives longtemps avant la Formation et évolution du Système solaire, donc il y a plus de 5 milliards d'années (Ga). Ces atomes avaient initialement une survie moyenne de l'ordre de 80,8 / Ln(2)= 80,8 x 1,442 7 Ma, soit 116,7 Ma; mais ceux que l'on détecte aujourd'hui — le peu qu'il en reste — ont eu une survie au moins cinquante fois plus grande. Ils ont survécu par chance ; et en moyenne leur potentiel de survie compté à partir d'aujourd'hui est de 80,8 Ma, comme au premier jour.

## Activité moyenne

### Activité d'un élément
L'activité est le nombre de désintégrations par seconde d'un échantillon composé de {\displaystyle N} noyaux radioactifs. L'activité moyenne, notée {\displaystyle A} est exprimée en becquerels (Bq), qui représente le taux de désintégration des noyaux (nombre de désintégrations par seconde).
L'activité d'un radioisotope se relie mathématiquement à sa demi-vie, de la manière suivante :
Le becquerel est une unité très petite. Quand un élément radioactif est présent en quantités métriques, le nombre d'atomes impliqués est de l'ordre du nombre d'Avogadro, soit 6,02 × 1023. Pour un élément dont la demi-vie est d'un million d'années, soit 30 × 1012 s, une mole de matière radioactive aura une activité de l'ordre de 20 × 109 Bq.
Ce nombre (plusieurs milliards de becquerels) paraît élevé, mais est relativement peu significatif en termes de radioprotection : même pour des activités de l'ordre du millier de becquerel, les quantités usuellement rencontrées sont des fractions infinitésimales de moles ; de leur côté, les ordres de grandeurs typique en radiotoxicité sont exprimées en µSv/Bq ; il faut des millions de becquerels pour conduire à un résultat non négligeable en termes de radioprotection.

### Activité d'un mélange dans le temps
D'une manière générale, un isotope radioactif présente une activité massique d'autant plus grande que sa demi-vie est brève. Les radioactivités fortes disparaissent donc rapidement, à échelle géologique. Les matières très radioactives ne le sont que pendant un temps relativement faible, et la radioactivité de vie longue (à échelle géologique) ne peut atteindre que des niveaux de radioactivité relativement faibles.
Dans le cas d'un mélange comme les produits de fission, au bout d'un certain temps de refroidissement, la radioactivité est dominée par les radioisotopes dont la demi-vie est de l'ordre de grandeur de ce temps de refroidissement : les radioisotopes dont la demi-vie est significativement plus courte se sont désintégrés plus rapidement, et leur niveau de radioactivité résiduel est négligeable ; et ceux dont la demi-vie est significativement plus longue sont moins radioactifs, et leur niveau de radioactivité est noyé par celui des éléments plus actifs.
Ainsi, dans le cas des produits de fission qui forment la majeure partie des déchets HAVL :
- au bout d'une trentaine d'années, la radioactivité dominante est celle du césium 137 (30 ans) et du strontium 90 (28,8 ans), qui ont une activité massique de l'ordre de 3,3 et 5,2 TBq/g respectivement. Comme ces deux éléments représentent de l'ordre de 10 % des produits de fission, les produits de fission ont alors une activité massique globale de l'ordre de quelques centaines de GBq/g ;
- au bout de quelque dix mille ans, la radioactivité dominante est celle du technétium 99 (211 000 ans), qui représente de l'ordre de 5 % des produits de fissions. Son activité massique étant de 630 MBq/g, l'activité massique des produits de fissions est alors de l'ordre de 31 MBq/g ;
- comme aucun produit de fission n'a de durée de vie comprise entre cent et dix mille ans, l'activité du Technétium est celle des produits de fission pendant tout cet intervalle de temps.

## Filiation de deux isotopes dépendants

### Cas général

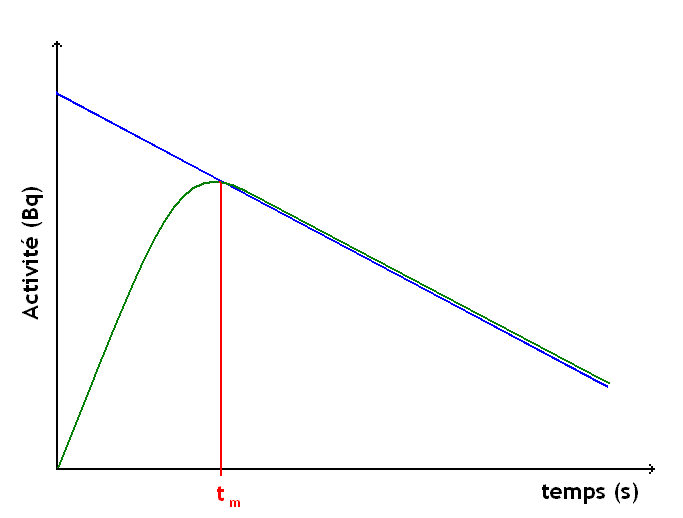
Décroissance radioactive de deux corps, lorsque (échelle logarithmique).

Soit l'isotope 1 qui se transforme en isotope 2 selon une constante radioactive {\displaystyle \lambda _{1}}. L'isotope 2 décroît selon la constante radioactive {\displaystyle \lambda _{2}}.
{\displaystyle X_{1}{\xrightarrow {\lambda _{1}}}X_{2}{\xrightarrow {\lambda _{2}}}X_{\text{Stable}}}
La décroissance de l'isotope 1 n'est pas influencée par l'isotope 2. Par contre, la quantité d'isotope 2 au temps t dépend de la quantité d'isotope 1 à l'origine et des deux constantes radioactives {\displaystyle \lambda _{1}} et {\displaystyle \lambda _{2}}.
On a donc : {\displaystyle dN_{1}=-\lambda _{1}N_{1}dt} et {\displaystyle dN_{2}=\lambda _{1}N_{1}dt-\lambda _{2}N_{2}dt}
Ainsi, pour atteindre un éventuel équilibre entre les activités des deux isotopes, il faut une durée : {\displaystyle t_{m}={\frac {\ln {\frac {\lambda _{2}}{\lambda _{1}}}}{\lambda _{2}-\lambda _{1}}}}

### Période de l'isotope 1 inférieure à la période de l'isotope 2
Quand {\displaystyle t\gg 10t_{1}}, alors {\displaystyle e^{-\lambda _{1}t}\rightarrow 0}

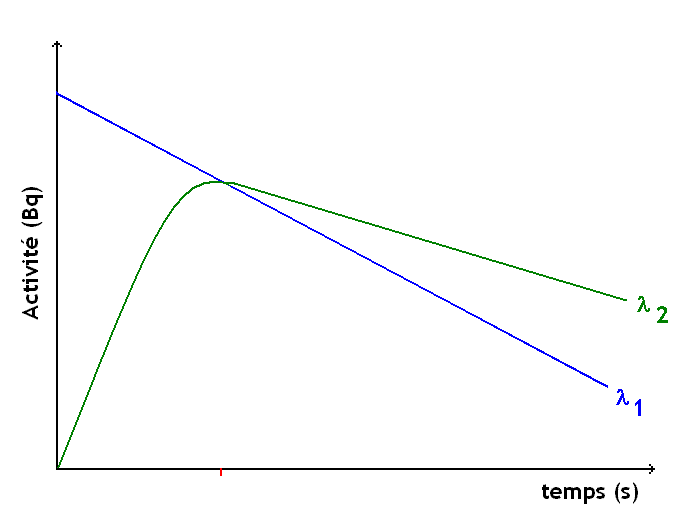
Décroissance radioactive de deux corps, cas où t_{1}<T_{2} (échelle logarithmique).

Au bout d'une durée équivalente à au moins 10 fois la période de l'isotope 1, la décroissance de l'isotope 2 ne dépend plus de l'isotope 1.

### Période de l'isotope 1 supérieure à la période de l'isotope 2
Au bout d'un certain temps, un équilibre de régime est obtenu, tel que :
{\displaystyle {\frac {A_{2}}{A_{1}}}={\frac {\lambda _{2}}{\lambda _{2}-\lambda _{1}}}={\frac {t_{1}}{t_{1}-t_{2}}}}

### Période de l'isotope 1 très supérieure à la période de l'isotope 2
Un équilibre séculaire est observé au bout d'environ 10 fois la période de l'isotope 2.
Les activités des deux isotopes sont alors équivalentes et décroissent selon la constante radioactive de l'isotope 1.

### Exemple: décroissance du plutonium 240

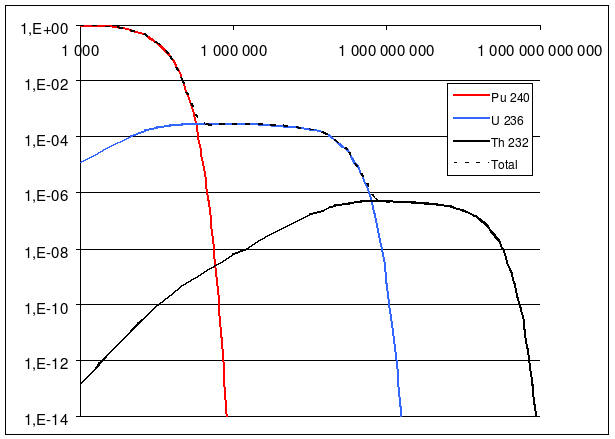
Radioactivité des descendants du Pu 240.

Le plutonium 240 (période de 6 560 ans) se désintègre en uranium 236 (période : 23,42×106 ans), lequel se désintègre à son tour en thorium 232 pratiquement stable (période : 14,05×109 ans). Quand on représente la radioactivité de ces trois corps en fonction du temps, sur un diagramme log/log, on distingue bien trois zones distinctes :
- le temps du plutonium 240 : tant que l'on ne dépasse pas la demi-vie du plutonium 240, la radioactivité du plutonium reste sensiblement constante. Pendant ce temps, la radioactivité de l'uranium 236 croît linéairement en fonction du temps (la pente de la courbe est de 1), et le thorium 232 croît comme le carré du temps (la pente de la courbe est de 2). Quand on dépasse la demi-vie du plutonium (entre 10 000 et 100 000 ans), son taux de radioactivité baisse significativement, et devient inférieur à celui de l'uranium 236 ;
- le temps de l'uranium 236 : entre la demi-vie du plutonium et celle de l'uranium, la radioactivité reste sensiblement constante, mais c'est celle de l'uranium qui domine à présent. Pendant ce temps, la radioactivité du plutonium 240 perd plusieurs ordres de grandeurs, et devient globalement négligeable devant le reste. La radioactivité du thorium 232 continue à croître, mais sa croissance n'est à présent que linéaire (parce que la quantité d'uranium n'augmente plus). Quand la demi-vie de l'uranium 236 est dépassée (100 à 1000 millions d'années), le taux de radioactivité de l'uranium 236 devient inférieur à celui du thorium 232 ;
- le temps du thorium 232 : après un milliard d'années, c'est la radioactivité du thorium qui est dominante, et celle de ses précurseurs devient négligeable. Le thorium devient lui-même négligeable longtemps après sa demi-vie, une dizaine de période soit plus de cent milliards d'années.

Par rapport à l'Univers, nous sommes actuellement à l'âge du thorium. La Terre s'est formée il y a un peu plus de quatre milliards d'années et le Big Bang ne date « que » de 13 milliards d'années : le plutonium 240 et l'uranium 236 qui ont pu se former dans les étoiles de première génération ont disparu depuis longtemps, mais le thorium 232 originel subsiste encore en quantités appréciables.
Dans cet exemple caractéristique important l'étagement très marqué des périodes est tel que :
- lorsque le plutonium 240 (vie moyenne = 6560/Ln(2) = 9 464 ans) a disparu, l'uranium 236 (vie moyenne de 33 788 000 ans, soit 3570 fois plus) a à peine décru et l'essentiel du plutonium s'est transformé en uranium 236 augmentant d'autant la quantité d'uranium ;
- de même, lorsque l'uranium 236 a disparu, le thorium 232 (vie moyenne de 20 269 900 000 ans, soit 600 fois plus) a à peine décru et l'essentiel de l'uranium s'est transformé en thorium 232 augmentant d'autant la quantité de thorium dont la demi-vie est telle qu'il n'en finit pas de décroître.

### Filiations de n isotopes dépendants
- Soit une filiation de n isotopes :

{\displaystyle X_{1}{\xrightarrow {\lambda _{1}}}X_{2}{\xrightarrow {\lambda _{2}}}\dots {\xrightarrow {\lambda _{n}}}X_{\text{Stable}}}
L'activité du énième isotope peut être calculé d'après les équations de Bateman et à partir de la quantité d'isotope 1 au départ (N1) selon la relation :
{\displaystyle A_{n}(t)=N_{1}\displaystyle {\prod _{i=1}^{n}}\lambda _{i}.\sum _{i=1}^{n}{\frac {e^{-\lambda _{i}.t}}{\displaystyle {\prod _{j=1,j\neq i}^{n}}\lambda _{j}-\lambda _{i}}}}
{\displaystyle A_{n}=\lambda _{1}\lambda _{2}...\lambda _{n}\times N_{1}[{\frac {e^{-\lambda _{1}t}}{(\lambda _{2}-\lambda _{1})(\lambda _{3}-\lambda _{1})(\lambda _{n}-\lambda _{1})}}+{\frac {e^{-\lambda _{2}t}}{(\lambda _{1}-\lambda _{2})(\lambda _{3}-\lambda _{2})(\lambda _{n}-\lambda _{2})}}+...+{\frac {e^{-\lambda _{n}t}}{(\lambda _{1}-\lambda _{n})(\lambda _{2}-\lambda _{n})(\lambda _{n-1}-\lambda _{n})}}]}[pertinence contestée]
Dans le cas particulier où le premier isotope aurait une période (T1) très longue par rapport à celles des isotopes-fils, au bout de dix fois (T1), un équilibre séculaire s'installe et tous les isotopes ont la même activité.
{\displaystyle A_{1}=A_{2}=A_{3}=\dots =A_{n}}
cet équilibre n'est réalisé que si les différents isotopes de la chaine restent piégés.
- Exemple

Un exemple particulier est celui des trois chaînes radioactives présentes naturellement dans l'écorce terrestre et dont les isotopes pères sont : l'uranium 238, le thorium 232 et l'uranium 235.

## Énergie radiogénique
L'énergie radiogénique (ou chaleur radiogénique) est l'énergie libérée par la décroissance radioactive d'un ou plusieurs radioisotopes. Elle est particulièrement importante dans le bilan thermique de la Terre, où elle résulte principalement de la radioactivité de l'uranium (isotopes 238U et 235U), du thorium (232Th) et du potassium (40K).